# 金蘭奇科勒尼 (蒙大拿州)
金蘭奇科勒尼（英語：King Ranch Colony）是位於美國蒙大拿州弗格斯縣的普查規定居民點。

## 人口
根據2020年美國人口普查的數據，金蘭奇科勒尼的面積為2.87平方千米，皆為陸地。當地共有人口57人，而人口密度為每平方千米19.86人。